# Botoșana
Botoșana település Romániában, Bukovinában, Suceava megyében.

## Fekvése
Arbore és Cajvana közt fekvő település.

## Leírása
Botoșana faluban botanikus kert (rezervatia botanica) található, évszázados tölgyfákkal és egy 18. századi fatemplommal (biserica de lemn).
A faluban végzett ásatások alkalmával itt egy 5-6. századi település maradványaira találtak: Gödörház típusú lakásokat tártak fel kőből készült tűzhelyekkel, valamint sok kerámiatöredékkel.